# Мукур (Кзилкогинський район)
Муку́р (каз. Мұқыр) — село у складі Кзилкогинського району Атирауської області Казахстану. Адміністративний центр Мукурського сільського округу.
Населення — 3335 осіб (2021; 3423 у 2009, 3203 у 1999, 2659 у 1989).